# Thierry Bretagne
Pour les articles homonymes, voir Bretagne (homonymie).
Thierry Bretagne est un journaliste français né en 1947. Il est auteur de plusieurs livres concernant le basket-ball. De 1993 à 1998, il a écrit L'année du Basket aux éditions Calmann-Lévy.

## Biographie
Thierry Bretagne est aussi présent dans les médias puisque après avoir été longtemps consultant sur Europe 1 dans l'émission Europe Sport pour analyser la NBA, il est devenu consultant sur RMC chaque dimanche pour un magazine d'une heure consacré au basket dans l'Intégrale Sport jusqu'en octobre 2008.
Outre la radio, il a été rédacteur en chef du magazine Basket News jusqu'en 2008. 
Auparavant, il avait été successivement reporter, grand reporter et chef de groupe au quotidien L'Equipe avant de devenir rédacteur en chef adjoint de L'Équipe magazine. Il a alors collaboré aux quotidiens Libération et Info Matin.
Il a été rédacteur en chef du magazine mensuel Cinq Majeur,(1992) chef d'édition, rédacteur en chef adjoint du magazine Gala (1997) et, chef d'édition puis rédacteur en chef de l'hebdomadaire VSD de 1999 à 2002. Il a animé également des séminaires sur la rédaction en chef de magazines dans le cadre des sessions du CPJ (Centre de Perfectionnement des Journalistes).
En 2005, il est éditorialiste de la matinale d'InfoSport.
En octobre 2008, il intègre la rédaction du nouveau quotidien sportif Aujourd'hui Sport et devient chroniqueur sur L'Équipe TV dans L'Équipe du Soir.
Thierry Bretagne rejoint M6 en septembre 2009, pour l'émission 100 % Foot. Une collaboration sans suite après une vive passe d'armes avec Philippe Lucas.
Il a participé également à l'émission L'Équipe du Soir sur L'Équipe 21 jusqu'en juillet 2016. Il participe en tant que consultant à l'émission hebdomadaire " Les grandes Voix du Sport" chaque samedi sur Europe 1. 
Distinction : Prix Martini du meilleur article sportif de l'année 1977 pour " Les grandes pompes du spectacle", un reportage paru dans l'Equipe sur le phénomène culturiste, prix délivré par l'USJSF (Union des journalistes de sport en France).

## Publications
- Ce fabuleux basket américain, 1972, éditions Calmann-Lévy
- Les géants Limoges CSP, 1994, éditions Limoges CSP
- L'Équipe de France peut-elle gagner la Coupe du Monde ?, 2010, éditions Hugo & Cie